# 523 Ada
523 Ada è un asteroide della fascia principale del diametro medio di circa 31,89 km. Scoperto nel 1904, presenta un'orbita caratterizzata da un semiasse maggiore pari a 2,9662398 UA e da un'eccentricità di 0,1792732, inclinata di 4,32291° rispetto all'eclittica.
È chiamato così in onore di Ada Helme, compagna di scuola e vicina di casa dello scopritore, Raymond Smith Dugan.